# Linnaemya glabratus
Linnaemya glabratus là một loài ruồi trong họ Tachinidae.